# Отавио Фарнезе
Вижте пояснителната страница за други личности с името Отавио Фарнезе.
Отавио Фарнезе (на италиански: Ottavio Farnese, * 9 октомври 1524, † 18 септември 1586, Парма) от италианския род Фарнезе е втори херцог на Парма и Пиаченца от 1556 г. и от 1553 г. херцог на Кастро.

## Произход
Той е третото дете на Пиер Луиджи Фарнезе Млади (* 1503, † 1547), херцог на Кастро и херцог на Парма и Пиеченца, и на съпругата му Джеролама Орсини (* ок. 1503, † 1569). Негови дядо и баба по бащина линия са папа Павел III и Силвия Руфини, а по майчина – граф Луиджи Орсини и Джулия Конти. По бащина линия е внук на папа Павел III. Има трима братя и една сестра:
- Алесандро млади (* 1520; † 1589), епископ на Парма и кардинал декан, меценат
- Витория (* 1521; † 1602), херцогиня на Урбино като съпруга на Гуидобалдо II дела Ровере
- Ранучо (* 1530; † 1565), архиепископ на Неапол и кардинал, меценат
- Орацио Фарнезе (* февруари 1531, Валентано; † 18 юли 1553, Еден, убит), херцог на Кастро от 1545, съпруг на Диана Френска

## Биография

### Младост и брак
През 1538 г. Отавио придружава папата в Ница за примирието от Италианските войни от 1535 г. между император Карл V и краля на Франция Франсоа I. По този повод той получава от императора ръката на извънбрачната му дъщеря Маргарита Австрийска, за която се жени на 4 ноември 1538 г.; Отавио е на 15 години, докато Маргарита, наскоро овдовяла от Алесандро де Медичи, е на 16 г. Бракът е сключен в Сикстинската капела в Рим в присъствието на папата, което слага край на споровете за римското наследство на Медичите в полза на придобитата му племенница. С този брак Отавио влиза във вътрешния кръг на европейските суверенни семейства. Този съюз обаче не е от най-щастливите, както поради липсата на разбиране и деликатността на ума на Отавио, така и поради непрекъснатата мечта за двора на Медичите от страна на Маргарита, на която римската среда изглежда тясна и скучна. Ситуацията се променя, когато Отавио се завръща ранен от експедиция в Алжир през 1541 г. и отвращението ѝ се превръща в привързаност.

### Първи почести
През 1540 г. в тайна консистория Отавио е назначен за наследствен херцог на Камерино и господар на Непи за сметка на рода Да Варано, но напуска този феод, когато баща му става херцог на Парма през 1545 г. Това решение не се хареса на Отавио, който трябва да се откаже от суверенна държава заради перспективата за наследство, така че с подкрепата на Павел III той получава Херцогство Кастро от баща си.
През същата година семейството е благословено от раждането на двама близнаци: Карло, който умира много малък, и Алесандро, чиито подвизи носят престиж на семейство Фарнезе в цяла Европа. Кръщенето на близнаците се състои в църквата „Сант'Еустакио“ в присъствието на папата, 19 кардинали и на кръстниците император Карл V и кралицата на Франция.

### Херцог на Парма
След като благородниците на Пиаченца, вероятно в съгласие с губернатора на Милано Феранте I Гонзага, убиват Пиерлуиджи Фарнезе през 1547 г., войските на императора, под ръководството на Гонзага, окупират Пиаченца. Папа Павел III незабавно събира консисторията и изрично декларира, че Отавио ще бъде херцог на Парма и феодал на Църквата според инвеститурата, извършена от самия него. В същата консистория той му дава длъжността на гонфалониер на Църквата и титлата на маркиз на Новара. Папата обаче продължава да посредничи при императора и стига до заключението, че Карл V смята Херцогство Парма и Пиаченца за зависими от Империята, така че той решава да поиска Парма за Църквата и да даде Кастро и Камерино на своите двама племенници. Павел III, възползвайки се от отсъствието на Отавио, изпраща Камило Орсини като легат, да завладее града. Веднага след като научава новината, Отавио се втурва към Парма, за да вземе своето, но не постига целта си. По този начин той се опитва да завладее Парма със сила и след като се проваля, започва преговори с Феранте I Гонзага.
На 10 ноември 1549 г. папата умира. Малко преди това неговият внук Алесандро Фарнезе го убеждава да изпрати съобщение до легата, заповядващо му да се оттегли от Парма в Болоня, предавайки града на Отавио. Но новината за смъртта на Павел III достига до Парма и Орсини отказва да изпълни заповедта, освен ако не му бъде дадена от новия папа. В Рим по време на конклава подкрепата на кардинал Фарнезе за кардинал дел Монте е решаваща за избирането му. Джовани Мария дел Монте е избран с името Юлий III. Новият папа не се оказва неблагодарен и нарежда на Камило Орсини да върне Парма обратно в ръцете на Отавио. Няколко дни по-късно херцогът влиза триумфално в града и с подкрепата на папата няколко месеца по-късно си връща владението на Пиаченца, поставяйки там гарнизони. Този факт е докладван по негативен начин от Дон Феранте на император Карл V.

### Пармска война
Дон Феранте вселява ужас в съзнанието на Отавио, карайки го да повярва, че неговият тъст иска да му отнеме херцогството, така че херцогът се сближава с братята си и по взаимно съгласие те решават да разчитат на краля на Франция Анри II. Когато папата, дезинформиран от Гонзага за това споразумение между Фарнезе и краля на Франция, нарежда на Отавио да върне Парма в замяна на Камерино, той отказва. На същия ден, 27 май 1551 г., крал Анри II и херцогът на Парма подписват договор, в който херцогът обещава да не изоставя съюза с Валоа и кралят взема Дом Фарнезе под своя защита, осигурявайки помощта на своите войски и неговото съкровище. В резултат на това споразумение Юлий III обявява херцога за бунтовник и го лишава от титлите и херцогството му. Брат му Орацио незабавно се присъединява към брат си и папата отнема префектурата на Рим от него и завзема Херцогство Кастро.
Войната започва зле за Фарнезе: Гонзага незабавно превземат Колорно и малко след това Орацио е победен близо до Мирандола. За да направи поражението на Фарнезе още по-горчиво, Дон Феранте започва да опустошава провинцията на Парма, като си навлича папския гняв и предизвика глад, но редовно изпраща доставки на Маргарита Австрийска, за да избегне налагането на санкции от императора.
На 12 септември френска армия пресича Алпите и Гонзага трябва да изтегли войските си, за да защити Ломбардия. От този момент перспективите на войната се променят. На 29 април 1552 г. представителите на папата, Франция и Парма подписват примирие, което трябва да продължи две години и Карл V ратифицира спирането на конфликта. Споразумението предвижда връщането на Фарнезе на всичките им активи, почести и привилегии. По време на примирието Карл V се подготвя за възобновяване на конфликта, докато кралят на Франция се грижи за организирането на брака между Орацио и дъщеря му Диана. Поради смъртта на Орацио бракът продължава само няколко месеца и въпреки че кралят на Франция пише на Отавио, че иска да отгледа малкия си син Александро и му изпраща яката на Ордена на Свети Михаил, отношенията между Парма и Франция се влошават още повече. На 15 септември 1556 г. Отавио, след реституцията на почти всички градове, окупирани от баща му Пиер Луиджи Фарнезе Млади, се поставя под закрилата на Филип II от Испания, отказва се от Франция и изпраща сина си Александро в испанския двор. Сред клаузите на договора е тази, която би получила Пиаченца като испанско феодално владение, като по този начин се нарушават суверенните права на Светия престол.
Отношенията между Испания и Светия престол започват да се влошават, така че папата изпраща емисар във Франция, за да предизвика война. Тази война е катастрофална за французите и укрепва испанските граници. След войната Отавио получава Златното руно и поста на испански военен генерален капитан, докато Маргарита има регентството на Испанска Нидерландия.

### Последни години и смърт
След заминаването на съпругата и сина си Отавио остава сам в Парма. Той се стреми да направи херцогството проспериращо, да спечели благоволението на хората чрез прилагане на мъдрите мерки, вече взети от баща му, и да ласкае местното благородство, използвайки повече умереност от баща си. Той прощава на граф Сансеверино, който се бие срещу него във войната в Парма, но конфискува феодалното владение на Борготаро, което е собственост на семейство Ланди.
Той издига град Парма до своя резиденция, която по този начин тя става столица на херцогството в ущърб на Пиаченца, която дотогава е главният град; затова херцогът се установява първо в епископския дворец на Парма, а след това в специално построен дворец, днес известен като Палацо дел Джардино. Той поверява проекта на Якопо Бароци, нар. Виньола, а работата е ръководена от Джовани Франческо Теста. Залите са изписани от художници от калибъра на Бертоя, Джироламо Мирола, Агостино Карачи и Рафаело Пери. Джовани Босколи построява грандиозен фонтан пред двореца. Той също се занимава с наука и изучава Евклид с Франческо Пачото, който също му посвещава книга.
В този период Отавио също има извънбрачни връзки, от които се раждат деца, включително Лавиния, Ерсилия и Изабела, които се омъжват съответно за представители на родовете Палавичини, Боромео и за графа на Боргонуово. В края на живота си херцогът също се влюбва в красивата Барбара Сансеверино.
След дълги години на спокойствие, в които херцогът успява да консолидира херцогството, насърчавайки неговата икономика и финансов, търговски и културен обмен, през 1582 г. Отавио е обект на заговор. Двама от сем. Скоти и един от сем. Ангуисола са арестувани и изтезавани. След като признават за престъплението си, те са екзекутирани през декември същата година.
През 1586 г., малко преди смъртта си, Филип II официално му връща Пиаченца, но не по негово искане, а като компенсация за победите, спечелени от неговия син Александро, който го наследява начело на херцогството.
Отавио е погребан в църквата „Сан Пиетро Мартире“ в Парма. През 1813 г. прахът му е пренесен в „Санта Мария дела Стеката“.

## Брак и потомство
∞ 4 ноември 1538 за Маргарита Австрийска/Пармска (5 юли 1522, Ауденарде – 18 юни 1586, Ортона), извънбрачна дъщеря на император Карл V Хабсбург, от която има двама близнака:
- Алесандро Фарнезе (27 август 1545, Рим – 3 декември 1592, Арас), който го наследява като трети херцог на Парма и Пиаченца и четвърти херцог на Кастро; ∞ 1565 за инфанта Мария д’Авис, от която има двама сина и една дъщеря. Има и една извънбрачна дъщеря.
- Карло Фарнезе (27 август 1545 – септември 1545)

Има няколко извънбрачни деца – поне двама сина и четири дъщери:
- Чезаре Фарнезе (1550 – 1627); живее във Венеция, където е главният строител на Арсенала; ∞ за Наталина Скалия, от която не се знае дали е имал потомство;[2]
- Виоланта Фарнезе (1555 – млада), на която често погрешно се приписва брак с Торкуато I Конти, граф на Поли и на Гуаданьола.[3][4]
- Лавиния Фарнезе (1560 – 1605); ∞ за Алесандро Палавичино, маркиз на Дзибело;[5]
- Джулио Остилио Фарнезе (10 ноември 1562 – починал млад);[6]
- Ерсилия Фарнезе (1565 – 2 май 1596); ∞ за Ренато I Боромео, граф на Арона и брат на известния кардинал Федерико Боромео;[7]
- Изабела Фарнезе (1570 – 2 януари 1638); ∞ за Алесандро II Сфорца, граф на Боргоново;[8]